# 渡边守纲
渡邊守綱（天文11年（1542）－元和6年（1620））戰國時代－江戶時代武將。江戶幕府旗本。通稱「槍半藏」。與有「鬼半藏」之稱的服部正成並稱。三河寺部城主。德川十六神將其中一人。
守綱出仕同年出生的德川家康，也是個虔誠的一向宗門徒。他在永祿6年（1563）爆發的三河一向一揆和同樣信仰的家臣一樣，站在與家康敵對的立場。戰事被平定後，被允許回歸家康身邊。姉川之戰、三方原之戰、長篠之戰和小牧長久手之戰都以旗本和足輕組頭身份出戰，還擔任先鋒隊。另外值得一提的是，他在長篠之戰討死了山本勘助長子山本勘藏。
天正18年（1590）德川家康移往關東地區，被給予武藏國比企郡3000石。在關原之戰時因為長年功績再賜予1000石，騎馬同心30人、足輕隊1000人也一齊給賞6000石。
慶長13年（1608）成為家康九男尾張藩德川義直的家老，獲贈武藏國4000石、尾張岩作5000石、三河寺部5000石，共1萬4000石並再加一座居城寺部城。6年後（1614）的大坂冬之陣和隔年（1615）的大坂夏之陣都有出戰，並擔任義直初陣的後見役。元和2年（1616）家康死後回到領國尾張，並輔佐義直。4年後（1620）在名古屋死去，享年79。
渡邊家的分家是1萬3000石和泉國伯太藩主。